# Sir
Sir – angielski tytuł honorowy, wywodzący się ze średniowiecznego angielskiego sire (fr. sieur) oznaczającego lorda. Etymologicznie słowo to wywodzi się z łacińskiego senior.
W formalnej tytulaturze tytułu sir używa się w stosunku do rycerza (knight) lub baroneta (niearystokratyczne tytuły szlacheckie), zawsze w połączeniu z pełnym imieniem i nazwiskiem, ewentualnie samym imieniem, nigdy z samym nazwiskiem. Zwyczajowo tytułu tego używa się tylko wobec poddanych brytyjskich monarchów, w tym również pochodzących z innych niż Wielka Brytania państw o statusie Commonwealth realm. Tytułu tego używa się także w wojsku, dawniej przy zwracaniu się do przełożonego oficera, obecnie także używany wobec starszych podoficerów. Obecnie termin sir pełni również funkcję grzecznościową i używany jest w kontaktach służbowych, w oficjalnej korespondencji bądź w kontaktach z nieznajomymi.
Współcześnie w Wielkiej Brytanii prawo do jego stałego dopisywania przed nazwiskiem mają mężczyźni uhonorowani przez monarchę tzw. rycerstwem (knighthood) lub jedną z wyższych klas głównych orderów. Kobieta obdarzona analogiczną godnością używa tytułu dame. Z kolei żona mężczyzny z tytułem sir ma prawo do tytułu Lady. Ten ostatni bywa także używany jako damska wersja tytułu lord w odniesieniu do członków Izby Lordów.
Zwracając się do osoby posiadającej tytuł Sir, zwłaszcza w sytuacjach bardziej oficjalnych, należy używać formy sir [imię], np. sir Jeremy, a nie standardowej formy Mr. [nazwisko], np. Mr. Jones.